# Christophe Joachim Marro
Christophe Joachim Marro (* 17. Februar 1800 in Freiburg; † 23. Juni 1878 ebenda) war ein Schweizer Politiker und Richter. Von 1848 bis 1851 gehörte er dem Nationalrat an.

## Biografie
Der Sohn eines Notars studierte am Kollegium St. Michael in Freiburg zunächst Medizin, später Rechtswissenschaften. 1822 ging Marro nach Russland, wo er neun Jahre lang als Hauslehrer tätig war. 1831 kehrte er in seine Heimat zurück und wurde Richter am Bezirksgericht des Sensebezirks. Von 1837 bis 1848 und wiederum nach 1865 war er als patentierter Notar in Freiburg tätig. In den Jahren 1848 bis 1850 hatte er das Amt des Oberamtmanns des Sensebezirks inne, von 1852 bis 1857 amtierte er als Staatsschreiber, danach bis 1865 als Gerichtspräsident des Sensebezirks. Marro veröffentlichte juristische Werke, ebenso Novellen und historische Erzählungen auf Deutsch und Französisch. Darüber hinaus schrieb er nebenbei für die Zeitschrift L’Émulation und das Journal de Fribourg.
Marros politische Karriere begann 1846 mit der Wahl in den Grossen Rat des Kantons Freiburg, dem er bis 1856 angehörte. Er galt als gemässigter Radikaler und sprach sich gegen den Sonderbund aus. 1848 kandidierte Marro mit Erfolg bei den ersten Nationalratswahlen; dabei wurde er mit 88 Stimmen und bei einer Wahlbeteiligung von knapp 6 Prozent gewählt, da man die Konservativen seines Wahlkreises gezielt vom Wählen fernhielt. 1851 verzichtete er auf eine Wiederwahl.